# Іванов Сергій Анатолійович (політик)
Сергі́й Анато́лійович Івано́в (*21 січня 1952) — український політик.

## Біографія
Народився 21 січня 1952 року в місті Токмаці Запорізької області. 

### Освіта
Закінчив Токмакський механічний технікум. Сімферопольський державний університет, Київську школу МВС (1977), правознавець.

### Кар'єра
З 1970 року працював різальщиком Токмакського дизелебудівельного заводу імені С. Кирова.
З 1971 по 1973 року проходив строкову служба в збройних силах.
З 1973 — працює в Кримській області.
З 1977 — працював в органах внутрішніх справ України. Працював на різних посадах, керував підрозділами по боротьбі з організованою злочинністю та корупцією. Генерал-майор міліції.

### Політична діяльність
З березня 1998 по квітень 2002 — Народний депутат України 3-го скликання.
З квітня 2002 по березень 2005 — Народний депутат України 4-го скликання, обраний по виборчому округу № 3 (Автономна Республіка Крим). Діяльність позначена кількома переходами між фракціями:
- Фракція «Єдина Україна»: 15 травня 2002 — 11 вересня 2002;
- Група «Народовладдя»: 11 вересня 2002 — 14 травня 2004;
- Група «Центр»: 14 травня 2004 — 18 березня 2005;
- Фракція «Наша Україна»: 25 березня 2005 — 7 липня 2005.

З 4 лютого 2005 по 31 травня 2006 року — Голова Севастопольської міської державної адміністрації. Був ініціатором створення у місті Алеї міст-героїв.

## Нагороди та відзнаки
- орден «За заслуги» III ступеня й низка відомчих нагород
- дві грамоти Верховної Ради України
- Почесна грамота Кабінету Міністрів України[4].